# Interestatal 15 en Nevada
En el estado de Nevada, la Interestatal 15 empieza en Primm, y continúa sobre Las Vegas cruzando la frontera de Arizona en Mesquite. La autovía continúa completamente en el condado de Clark. Muchos conductores usan la interestatal 15 para visitar a la ciudad de Las Vegas como su carretera interestatal primaria en la ciudad.

## Descripción de la Ruta

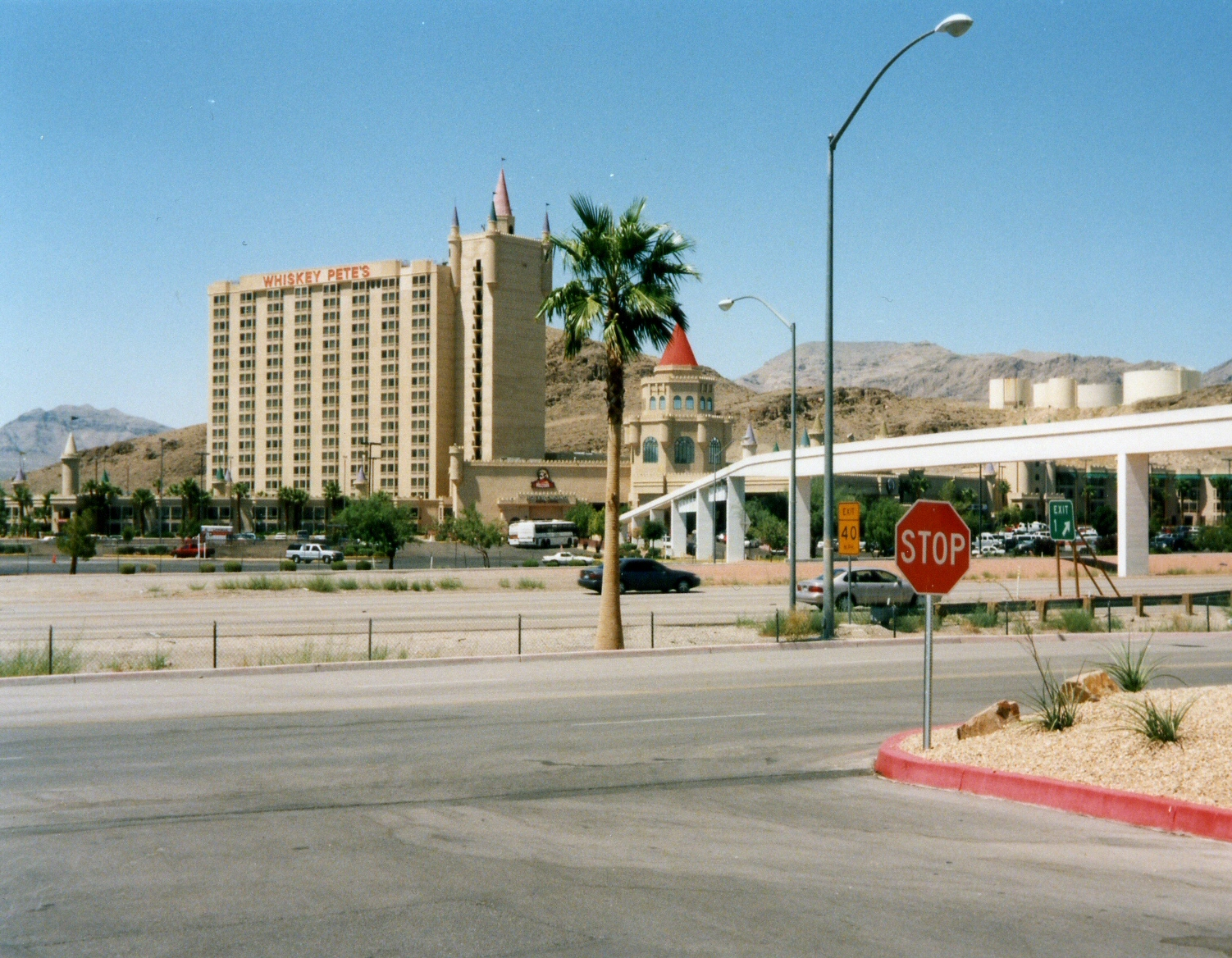
La Interestatal 15 atraviesa sobre Primm en la Salida 1 cerca de las líneas fronterizas de los estados de California y Nevada.

Los conductores de California que viajan por al I-15 en dirección de Nevada, dejan el montañoso Desierto de Mojave y empiezan un gran descenso por Ivanpah Valley e Ivanpah Dry Lake. La Interestatal 15 cruza la línea del estado de Nevada en su primera intersección vial, en Primm.
Una vez que la Interestatal 15 deja la ciudad de Primm, la carretera viaja en dirección norte sobre el desierto con pocos servicios viales disponibles. La carretera entra luego en el área urbana de Las Vegas hasta pasar por el cruce de la Ruta Estatal 160, conocida como Blue Diamond Road. Después de ahí, la interestatal se interseca con la Interestatal 215, llamado también Anillo Periférico de Intercambio Sur, en la cual provee acceso a la ciudad de Henderson y al Aeropuerto Internacional Harry Reid. Originalmente, esta autopista de intercambio se llamaba Son of Spaghetti Bowl (en español El hijo de la taza de espagueti) por comentarios escritos en el Las Vegas Review-Journal para cuando la autopista fue construida.
La interestatal 15 viaja a lo largo del lado oeste del corredor de Las Vegas Strip y justo al oeste del centro de Las Vegas también justo antes del cruce de la Interestatal 515 y de la Ruta 95 (la via de intercambio "Spaghetti Bowl"). Luego de ello la I-15 entra a North Las Vegas y continúa de forma paralela hasta Las Vegas Boulevard (antigua Ruta 91) dejando las zonas urbanas de Las Vegas cerca del cruce norte del anillo periférico del Clark County 215.
Una vez que la Interestatal 15 deja North Las Vegas, la autovía viaja al noreste y cruza el río Muddy en Glendale y después se eleva por Mormon Mesa. En Mesquite, la autovía cruza la línea estatal de Arizona y se desprende del extremo noroccidental de una esquina del estado de Arizona sobre Virgin River Gorge antes de conitnuar como la Interestatal 15 en Utah.
A mediados del año 2000 entre Las Vegas y la línea estatal de Nevada, el Departamento de Transporte de Nevada puso varias cajas de llamadas de emergencia en intervalos de cada milla (1.6 km), usada para los conductores que terminan con problemas automovilísticos y no tienen celulares para comunicarse.
Las ciudades controles para la I-15 son Las Vegas seguida por Salt Lake City (norte de la autopista de intercambio I-515/US-93/US-95) con sentido norte. Para el tráfico en sentido sur, las ciudades controles que entran a Nevada son las Vegas y Los Ángeles (la carretera no viaja directamente hacia Los Ángeles; sin embargo, es una autopista principal que lleva hacia el área metropolitana de Los Ángeles y San Diego).

## Lista de salidas
Nota: Los postes millaje con un asterisco (*) significa que el poste de mileaje fue puesto por el Departamento de Transporte de Nevada.
Toda la ruta está en el condado de Clark.
| Ubicación       | Milla [cita requerida] | #   | Destinos                                                                 | Notas |
| --------------- | ---------------------- | --- | ------------------------------------------------------------------------ | --- |
|                 | 0.39                   | 1   | Primm                                                                    | |
|                 | 12.62*                 | 12  | SR 161 – Jean, Goodsprings                                               | |
|                 | 25.52                  | 25  | Sloan (SR 739)                                                           | |
|                 | 27.19                  | 27  | SR 146 (Saint Rose Parkway) – Henderson, Lake Mead                       | |
|                 | 31.00                  | 31  | Silverado Ranch Boulevard                                                | |
|                 | 33.54                  | 33  | SR 160 (Blue Diamond Road) – Pahrump                                     | |
|                 | 34.83*                 | 34  | I 215 este CC 215 oeste – Aeropuerto Internacional Harry Reid, Henderson | |
|                 | 35.51                  | 36  | Russell Road (SR 594), Frank Sinatra Drive                               | No hay acceso con sentido sur hacia Frank Sinatra Drive                                                     |
|                 | 37.40*                 | 37  | Avenida Tropicana (SR 593), Frank Sinatra Drive – UNLV                   | No hay acceso con sentido sur hacia Frank Sinatra Drive                                                     |
|                 | 38.39*                 | 38  | Flamingo Road (SR 592)                                                   | Mostrada como Salida 38A (oeste) y Salida 38B (este) con sentido Sur                                        |
|                 | 38.75                  | 39  | Spring Mountain Road                                                     | |
| Las Vegas       | 40.55*                 | 40  | Avenida Sahara (SR 589)                                                  | |
| Las Vegas       | 41.75*                 | 41  | SR 159 (Charleston Boulevard)                                            | Mostrada como Salida 41A (este) y Salida 41B (oeste/Grand Central Parkway) con sentido norte                |
| Las Vegas       | 42.88*                 | 42  | I 515 sur US 93 sur US 95 – Reno, Downtown Las Vegas, Phoenix            | Mostrada como Salida 42A (norte) y Salida 42B (sur) con sentido norte; el extremo sur de la US 93 coinciden |
| Las Vegas       | 43.46*                 | 43  | Calle D                                                                  | Entrada con sentido Sur y Norte                                                                             |
| Las Vegas       | 43.60*                 | 44  | Avenida Washington (SR 578)                                              | Entrada con sentido Sur y Norte                                                                             |
| North Las Vegas | 44.71*                 | 45  | Lake Mead Boulevard (SR 147)                                             | Mostrada como Salida 45A (este) y Salida 45B (oeste) con sentido norte                                      |
| North Las Vegas | 45.14                  | 46  | Avenida Cheyenne (SR 574)                                                | |
| North Las Vegas | 48.43                  | 48  | Craig Road (SR 573)                                                      | |
|                 | 50.16*                 | 50  | Lamb Boulevard (SR 610)                                                  | |
|                 | 52.12                  | 52  | Clark 215 oeste                                                          | |
|                 | 53.64                  | 54  | Speedway Boulevard, Hollywood Boulevard                                  | Sirve a Las Vegas Motor Speedway                                                                            |
|                 | 58.16*                 | 58  | SR 604 – Apex, Nellis AFB                                                | |
|                 | 64.22*                 | 64  | US 93 norte (Great Basin Highway) – Pioche, Ely                          | Extremo norte de convergencia de la US 93                                                                   |
|                 | 75.11                  | 75  | Valley of Fire, Lake Mead                                                | Anteriormente como la SR 169 este                                                                           |
|                 | 79.50                  | 80  | Ute                                                                      | |
|                 | 84.12                  | 84  | Byron                                                                    | |
|                 | 87.89                  | 88  | Hidden Valley                                                            | |
|                 | 90.23                  | 90  | SR 168 – Glendale, Moapa                                                 | La Salida con sentido Sur es vía la Salida 91                                                               |
|                 | 90.92                  | 91  | Glendale, Moapa                                                          | No entrada al sentido Sur                                                                                   |
|                 | 93.91*                 | 93  | SR 169 – Logandale, Overton                                              | |
|                 | 100.23                 | 100 | Carp, Elgin                                                              | |
|                 | 112.34                 | 112 | SR 170 – Riverside, Bunkerville                                          | |
| Mesquite        | 119.86                 | 120 | Mesquite, Bunkerville (I-15 Bus. norte)                                  | Anteriormente como la SR 144                                                                                |
| Mesquite        | 122.23                 | 122 | Mesquite, Bunkerville (I-15 Bus. sur)                                    | Anteriormente como la SR 144                                                                                |